# 小行星7420
小行星7420（7420 Buffon）是一颗绕太阳运转的小行星，为主小行星带小行星。该小行星于1991年9月4日发现。

## 轨道参数
小行星7420的轨道半长轴为2.4390305 UA，离心率为0.153。